# This Is Us
This Is Us és una sèrie de televisió de drama estatunidenca creada per Dan Fogelman que es va estrenar a NBC el 20 de setembre de 2016. Es tracta de la vida familiar i les connexions d'algunes persones que comparteixen el mateix aniversari i les formes en què són similars i diferents.
Va ser protagonitzada per Milo Ventimiglia, Mandy Moore, Sterling K. Brown, Chrissy Metz, Justin Hartley, Susan Kelechi Watson, Chris Sullivan, Ron Cephas Jones, Jon Huertas, Alexandra Breckenridge, Niles Fitch, Logan Shroyer, Hannah Zeile, Mackenzie Hancsicsak, Parker Bates, Lonnie Chavis, Eris Baker i Faithe Herman.
La sèrie ha rebut crítiques positives des de la seua estrena, rebent nominacions com la de Millor Sèrie de Televisió de Drama en els Golden Globe Awards i els Critics' Choice Awards. L'elenc ha rebut reconeixements: Mandy Moore i Chrissy Metz van rebre nominacions als Premis Globus d'Or com a millors actrius de repartiment. Ha guanyat el Premi del Sindicat d'Actors de Cinema com a millor repartiment en 2018 i 2019 i Sterling K. Brown va rebre una nominació al SAG com a millor Interpretació d'un actor masculí a una sèrie dramàtica. També va ser nominat i va guanyar el MTV Movie & TV Awards al millor moment sentimental l'any 2017.
El 27 de setembre del 2016, NBC va adquirir la sèrie per a produir una temporada completa de 18 episodis. Al gener de l'any 2017, NBC va renovar la sèrie per a dues temporades més, de 18 episodis cadascuna. La segona temporada es va estrenar el 26 de setembre de 2017. Al maig de 2019, NBC va renovar la sèrie per 3 temporades addicionals. La cinquena temporada es va estrenar el 27 d'octubre del 2020. I el maig de 2021, es va anunciar la sisena i última temporada de la sèrie.
A l'estat espanyol es va estrenar en Fox Life el 2 de febrer de 2017. A llatinoamericà va ser estrenada l'1 d'agost de 2017 en Fox Life, també en Fox Premium i el 29 de maig de 2018 en FOX. També es pot veure a la plataforma Amazon Prime.

## Sinopsi
Jack (Milo Ventimiglia) i Rebecca Pearson (Mandy Moore) són un matrimoni a punt de tindre trigèmins. Kevin (Justin Hartley) és un actor de moda que, als trenta-sis anys, travessa una crisi personal. Kate (Chrissy Metz) és una xica que obsessa amb aprimar-se. Per la seva part, Randall (Sterling K. Brown) ha trobat el que buscava des de feia molt de temps: al seu pare biològic. La pregunta és: què tenen en comú aquests cinc personatges?